# Френ (Вогези)
Френ (фр. Frain) насеље је и општина у североисточној Француској у региону Лорена, у департману Вогези која припада префектури Нефшато.
По подацима из 2011. године у општини је живело 143 становника, а густина насељености је износила 18,97 становника/km². Општина се простире на површини од 7,54 km². Налази се на средњој надморској висини од 357 метара (максималној 421 m, а минималној 289 m).

## Демографија
| 1962. | 1968. | 1975. | 1982. | 1990. | 1999. | 2011. |
| ----- | ----- | ----- | ----- | ----- | ----- | ----- |
| 182   | 184   | 188   | 166   | 144   | 147   | 143   |

График промене броја становника у току последњих година